# Erythronium pluriflorum
Erythronium pluriflorum ist eine Pflanzenart aus der Gattung der Zahnlilien (Erythronium).

## Merkmale
Die Zwiebeln sind 40 bis 55 Millimeter groß und mehr oder weniger eiförmig. Die Blätter sind 7 bis 30 Zentimeter lang. Die Blattspreite ist verkehrt-lanzettlich bis elliptisch und grün. Der Blattrand ist mehr oder weniger stark gewellt. Der Schaft ist 8 bis 35 Zentimeter lang. Der Blütenstand ist ein- bis zehnblütig.
Die Blütenblätter sind 15 bis 28 Millimeter groß und lanzettlich. Sie sind gelb, verfärben sich mit der Zeit bronzefarben und sind nicht an ihrer Basis geöhrt. Die Staubblätter sind 8 bis 12 Millimeter groß. Die Staubfäden sind schlank und gelb. Die Staubbeutel sind gelb. Die Griffel sind 6 bis 8 Millimeter groß und gelb. Die Narbe ist ungelappt oder besitzt abgerundete, sehr kurze Lappen, die weniger als 1 Millimeter lang sind. Die Kapseln sind 2 bis 4 Zentimeter lang und verkehrt-eiförmig.
Die Blütezeit liegt im Sommer von Juni bis Juli.
Die Chromosomenzahl beträgt 2n = 24.

## Vorkommen
Erythronium pluriflorum ist nur aus Kalifornien aus dem Madera County bekannt. Die Art wächst in offenen, montanen Nadelwäldern in Höhenlagen von 2300 bis 2600 Meter.

## Belege
- Erythronium pluriflorum in der Flora of North America (Zugriff am 2. November 2010)